# The Mustang
The Mustang è un film del 2019 diretto da Laure de Clermont-Tonnerre con protagonisti Matthias Schoenaerts e Bruce Dern.

## Trama
Roman Coleman è stato incarcerato per 12 anni dopo aver provocato danni permanenti al cervello alla sua compagna, in seguito ad uno scatto d'ira. Consapevole del suo carattere irascibile e delle sue tendenze violente, ha resistito agli sforzi per reintegrarsi nella società. Durante i lavori di manutenzione all'aperto, Roman viene inserito in un programma di riabilitazione gestito dall'allevatore di cavalli Myles, che assegna ai prigionieri l'addestramento di mustang selvaggi. A ciascun prigioniero del programma viene assegnato un cavallo specifico da addestrare e Roman deve completare l'addestramento entro cinque settimane prima che il suo cavallo venga venduto all'asta.
Roman inizialmente riscontra problemi con l'addestramento del suo mustang, ma sotto la guida di Henry, un detenuto considerato il miglior addestratore di cavalli, inizia a fare progressi. Col passare delle settimane, Roman si avvicina al cavallo, che chiama Marquis, e stringe amicizia con Henry. Il programma subisce un duro colpo, tuttavia, quando Henry viene assassinato da Dan, il compagno di cella di Roman. Roman si vendica strangolando Dan facendogli perdere conoscenza, prima che vengano separati dalle guardie.
Arriva il giorno dell'asta, a cui Roman ha invitato sua figlia incinta Martha a partecipare con la speranza di migliorare il suo rapporto con lei. Mentre Roman mostra Marquis ai banditori, si distrae dopo aver notato che Martha non è presente. Questa distrazione porta al disastro quando Marquis viene sorpreso da un elicottero aereo, disarcionando Roman che viene quasi calpestato, mentre gli altri addestratori trattengono Marquis. Poco dopo, Roman apprende da Myles che Marquis è stato ritenuto non addestrabile e sarà soppresso. Approfittando delle porte della prigione danneggiate da una tempesta, Roman è in grado di aiutare Marquis a fuggire, facendolo tornare allo stato brado.
Qualche tempo dopo, Roman riceve una lettera da Martha che riconosce il rifiuto di suo padre di lasciare la prigione. La lettera include anche una foto di Marta con il nipote appena nato di Roman, che intende portare durante la prossima visita, per fagli conoscere il nonno. Dopo aver finito di leggere la lettera, dalla finestra della sua cella, Roman vede Marquis vicino alle porte della prigione che cerca di scrutarlo attraverso le recinzioni, e sorride.

## Promozione
Il primo trailer del film viene diffuso il 13 dicembre 2018.

## Distribuzione
Il film è stato presentato in anteprima al Sundance Film Festival 2019 e distribuito nelle sale cinematografiche statunitensi nel marzo 2019.

## Riconoscimenti
- 2019 - Golden Trailer Awards
  - Candidatura per il miglior trailer di un film indipendente
- 2019 - Gotham Independent Film Awards[2]
  - Premio Bingham Ray al miglior regista rivelazione a Laure de Clermont-Tonnerre
- 2019 - Satellite Awards[3]
  - Miglior opera prima a Laure de Clermont-Tonnerre
- 2019 - Sundance Film Festival
  - NHK Award a Laure de Clermont-Tonnerre
- 2020 - Independent Spirit Awards[4]
  - Candidatura per il miglior film d'esordio
  - Candidatura per il miglior attore protagonista a Matthias Schoenaerts